# Listă de rezervații indiene din provincia Alberta
Listă de rezervații indiene din provincia Alberta, Canada
| Numele oficial              | Numele inițial | Consiliu tribal                           | Tratat | Suprafața (ha) | Populația (2011)         | Populația (2006)         |
| --------------------------- | --- | ----------------------------------------- | ------ | -------------- | ------------------------ | ------------------------ |
| ?Ejere K'elni Kue 196I      | Smith's Landing First Nation |                                           | 8      | 213            | &&&&&&&&&&&&&&-1.1000000 | &&&&&&&&&&&&&&-1.1000000 |
| Alexander 134               | Alexander First Nation |                                           | 6      | 7.280,5        | 1.027                    | 962                      |
| Alexander 134A              | Alexander First Nation |                                           | 6      | 2.303,5        | &&&&&&&&&&&&&&-1.1000000 | &&&&&&&&&&&&&&-1.1000000 |
| Alexander 134B              | Alexander First Nation |                                           | 6      | 3,4            | &&&&&&&&&&&&&&-1.1000000 | &&&&&&&&&&&&&&-1.1000000 |
| Alexis 133                  | Alexis Nakota Sioux First Nation | Yellowhead Tribal Development Foundation  | 6      | 6.175,2        | 817                      | 734                      |
| Alexis Cardinal River 234   | Alexis Nakota Sioux First Nation | Yellowhead Tribal Development Foundation  | 6      | 4.661          | &&&&&&&&&&&&&&-1.1000000 | &&&&&&&&&&&&&&-1.1000000 |
| Alexis Elk River 233        | Alexis Nakota Sioux First Nation | Yellowhead Tribal Development Foundation  | 6      | 98             | &&&&&&&&&&&&&&-1.1000000 | &&&&&&&&&&&&&&-1.1000000 |
| Alexis Whitecourt 232       | Alexis Nakota Sioux First Nation | Yellowhead Tribal Development Foundation  | 6      | 3.544,9        | &&&&&&&&&&&&&&-1.1000000 | &&&&&&&&&&&&&&-1.1000000 |
| Allison Bay 219             | Mikisew Cree First Nation | Athabasca Tribal Council Limited          | 8      | 1.861          | 84                       | 62                       |
| Amber River 211             | Dene Tha' First Nation | North Peace Tribal Council                | 8      | 2.332,3        | &&&&&&&&&&&&&&-1.1000000 | &&&&&&&&&&&&&&-1.1000000 |
| Assineau River 150F         | Swan River First Nation | Lesser Slave Lake Indian Regional Council | 8      | 71,6           | &&&&&&&&&&&&&&-1.1000000 | &&&&&&&&&&&&&&-1.1000000 |
| Beaver Lake 131             | Beaver Lake Cree Nation | Tribal Chiefs Ventures Incorporated       | 6      | 6.145,3        | 423                      | 379                      |
| Beaver Ranch 163            | Tallcree First Nation | North Peace Tribal Council                | 8      | 841,7          | 16                       | 15                       |
| Beaver Ranch 163A           | Tallcree First Nation | North Peace Tribal Council                | 8      | 240            | &&&&&&&&&&&&&&-1.1000000 | &&&&&&&&&&&&&&-1.1000000 |
| Beaver Ranch 163B           | Tallcree First Nation | North Peace Tribal Council                | 8      | 226            | &&&&&&&&&&&&&&-1.1000000 | &&&&&&&&&&&&&&-1.1000000 |
| Big Horn 144A               | Bearspaw First Nation Chiniki First Nation Stoney First Nation Wesley First Nation                                                         |                                           | 7      | 2.127,4        | 134                      | 161                      |
| Bistcho Lake 213            | Dene Tha' First Nation | North Peace Tribal Council                | 8      | 354,1          | &&&&&&&&&&&&&&-1.1000000 | &&&&&&&&&&&&&&-1.1000000 |
| Blood 148                   | Kainai Nation (Blood Tribe) | Treaty 7 Management Corporation           | 7      | 134.292,9      | 4.679                    | 4.177                    |
| Blood 148A                  | Kainai Nation (Blood Tribe) | Treaty 7 Management Corporation           | 7      | 1.971,7        | 0                        | 0                        |
| Blue Quills First Nation    | Beaver Lake Cree Nation Cold Lake First Nations Frog Lake First Nation Heart Lake First Nation Kehewin Cree Nation Saddle Lake Cree Nation | Tribal Chiefs Ventures Incorporated       | 6      | 96,2           | &&&&&&&&&&&&&&-1.1000000 | &&&&&&&&&&&&&&-1.1000000 |
| Boyer 164                   | Beaver First Nation | North Peace Tribal Council                | 8      | 4.249,3        | 213                      | 178                      |
| Buck Lake 133C              | Paul Band |                                           | 6      | 1.035,2        | &&&&&&&&&&&&&&-1.1000000 | &&&&&&&&&&&&&&-1.1000000 |
| Bushe River 207             | Dene Tha' First Nation | North Peace Tribal Council                | 8      | 11.167,5       | 492                      | 400                      |
| Charles Lake 225            | Mikisew Cree First Nation | Athabasca Tribal Council Limited          | 8      | 64,5           | 0                        | 0                        |
| Child Lake 164A             | Beaver First Nation | North Peace Tribal Council                | 8      | 2.826          | 188                      | 160                      |
| Chipewyan 201               | Athabasca Chipewyan First Nation | Athabasca Tribal Council Limited          | 8      | 20.072,4       | &&&&&&&&&&&&&&-1.1000000 | &&&&&&&&&&&&&&-1.1000000 |
| Chipewyan 201A              | Athabasca Chipewyan First Nation | Athabasca Tribal Council Limited          | 8      | 9.515,6        | 5                        | 0                        |
| Chipewyan 201B              | Athabasca Chipewyan First Nation | Athabasca Tribal Council Limited          | 8      | 19,4           | &&&&&&&&&&&&&&-1.1000000 | &&&&&&&&&&&&&&-1.1000000 |
| Chipewyan 201C              | Athabasca Chipewyan First Nation | Athabasca Tribal Council Limited          | 8      | 18,2           | &&&&&&&&&&&&&&-1.1000000 | &&&&&&&&&&&&&&-1.1000000 |
| Chipewyan 201D              | Athabasca Chipewyan First Nation | Athabasca Tribal Council Limited          | 8      | 4,3            | &&&&&&&&&&&&&&-1.1000000 | &&&&&&&&&&&&&&-1.1000000 |
| Chipewyan 201E              | Athabasca Chipewyan First Nation | Athabasca Tribal Council Limited          | 8      | 4.165,5        | &&&&&&&&&&&&&&-1.1000000 | &&&&&&&&&&&&&&-1.1000000 |
| Chipewyan 201F              | Athabasca Chipewyan First Nation | Athabasca Tribal Council Limited          | 8      | 66,4           | &&&&&&&&&&&&&&-1.1000000 | &&&&&&&&&&&&&&-1.1000000 |
| Chipewyan 201G              | Athabasca Chipewyan First Nation | Athabasca Tribal Council Limited          | 8      | 905,3          | &&&&&&&&&&&&&&-1.1000000 | &&&&&&&&&&&&&&-1.1000000 |
| Clear Hills 152C            | Horse Lake First Nation | Western Cree Tribal Council               | 8      | 1.547,1        | 0                        | 0                        |
| Clearwater 175              | Fort McMurray First Nation | Athabasca Tribal Council Limited          | 8      | 915,4          | &&&&&&&&&&&&&&-1.1000000 | &&&&&&&&&&&&&&-1.1000000 |
| Cold Lake 149               | Cold Lake First Nations | Tribal Chiefs Ventures Incorporated       | 6      | 14.528,1       | 594                      | 438                      |
| Cold Lake 149A              | Cold Lake First Nations | Tribal Chiefs Ventures Incorporated       | 6      | 71,6           | 45                       | 49                       |
| Cold Lake 149B              | Cold Lake First Nations | Tribal Chiefs Ventures Incorporated       | 6      | 4.134          | 149                      | 105                      |
| Cold Lake 149C              | Cold Lake First Nations | Tribal Chiefs Ventures Incorporated       | 6      | 2.023,5        | &&&&&&&&&&&&&&-1.1000000 | &&&&&&&&&&&&&&-1.1000000 |
| Collin Lake 223             | Mikisew Cree First Nation | Athabasca Tribal Council Limited          | 8      | 36,4           | &&&&&&&&&&&&&&-1.1000000 | &&&&&&&&&&&&&&-1.1000000 |
| Cornwall Lake 224           | Mikisew Cree First Nation | Athabasca Tribal Council Limited          | 8      | 69,3           | &&&&&&&&&&&&&&-1.1000000 | &&&&&&&&&&&&&&-1.1000000 |
| Cowper Lake 194A            | Chipewyan Prairie First Nation | Athabasca Tribal Council Limited          | 8      | 143            | &&&&&&&&&&&&&&-1.1000000 | &&&&&&&&&&&&&&-1.1000000 |
| Devil's Gate 220            | Mikisew Cree First Nation | Athabasca Tribal Council Limited          | 8      | 819,1          | &&&&&&&&&&&&&&-1.1000000 | &&&&&&&&&&&&&&-1.1000000 |
| Dog Head 218                | Mikisew Cree First Nation | Athabasca Tribal Council Limited          | 8      | 29,7           | 111                      | 91                       |
| Drift Pile River 150        | Driftpile First Nation | Lesser Slave Lake Indian Regional Council | 8      | 6.354,8        | 800                      | 720                      |
| Duncan's 151A               | Duncan's First Nation | Western Cree Tribal Council               | 8      | 2.036,8        | 164                      | 102                      |
| Eden Valley 216             | Bearspaw First Nation Chiniki First Nation Stoney First Nation Wesley First Nation                                                         |                                           | 7      | 1.690,8        | 587                      | 370                      |
| Ermineskin 138              | Ermineskin Cree Nation |                                           | 6      | 10.295,8       | 1.874                    | 1.464                    |
| Fitzgerald No. 196          | Salt River First Nation | Akaitcho Territory Government             | 8      | 3.715          | &&&&&&&&&&&&&&-1.1000000 | &&&&&&&&&&&&&&-1.1000000 |
| Fort Mckay 174              | Fort McKay First Nation | Athabasca Tribal Council Limited          | 8      | 3.106,7        | 0                        | 0                        |
| Fort Mckay 174C             | Fort McKay First Nation | Athabasca Tribal Council Limited          | 8      | 3.381,4        | &&&&&&&&&&&&&&-1.1000000 | &&&&&&&&&&&&&&-1.1000000 |
| Fort Mckay 174D             | Fort McKay First Nation | Athabasca Tribal Council Limited          | 8      | 660,8          | &&&&&&&&&&&&&&-1.1000000 | &&&&&&&&&&&&&&-1.1000000 |
| Fort Vermilion 173B         | Tallcree First Nation | North Peace Tribal Council                | 8      | 49,7           | 97                       | 71                       |
| Fox Lake 162                | Little Red River Cree Nation | North Peace Tribal Council                | 8      | 10.438,3       | 1.875                    | 1.753                    |
| Gregoire Lake 176           | Fort McMurray First Nation | Athabasca Tribal Council Limited          | 8      | 2.231,9        | 274                      | 81                       |
| Gregoire Lake 176A          | Fort McMurray First Nation | Athabasca Tribal Council Limited          | 8      | 67,4           | 0                        | 121                      |
| Gregoire Lake 176B          | Fort McMurray First Nation | Athabasca Tribal Council Limited          | 8      | 17             | &&&&&&&&&&&&&&-1.1000000 | &&&&&&&&&&&&&&-1.1000000 |
| Hay Lake 209                | Dene Tha' First Nation | North Peace Tribal Council                | 8      | 12.355,3       | 949                      | 951                      |
| Heart Lake 167              | Heart Lake First Nation | Tribal Chiefs Ventures Incorporated       | 6      | 4.496,2        | 159                      | 165                      |
| Heart Lake 167A             | Heart Lake First Nation | Tribal Chiefs Ventures Incorporated       | 6      | 8,3            | &&&&&&&&&&&&&&-1.1000000 | &&&&&&&&&&&&&&-1.1000000 |
| Hokedhe Túe 196E            | Smith's Landing First Nation |                                           | 8      | 440,4          | &&&&&&&&&&&&&&-1.1000000 | &&&&&&&&&&&&&&-1.1000000 |
| Horse Lakes 152B            | Horse Lake First Nation | Western Cree Tribal Council               | 8      | 1.552          | 402                      | 335                      |
| Jackfish Point 214          | Dene Tha' First Nation | North Peace Tribal Council                | 8      | 103,6          | &&&&&&&&&&&&&&-1.1000000 | &&&&&&&&&&&&&&-1.1000000 |
| Janvier 194                 | Chipewyan Prairie First Nation | Athabasca Tribal Council Limited          | 8      | 2.486,7        | 295                      | 271                      |
| Jean Baptiste Gambler 183   | Bigstone Cree Nation |                                           | 8      | 198,7          | 254                      | 214                      |
| John D'or Prairie 215       | Little Red River Cree Nation | North Peace Tribal Council                | 8      | 14.034         | 1.123                    | 1.025                    |
| Kapawe'no First Nation 150B | Kapawe'no First Nation | Lesser Slave Lake Indian Regional Council | 8      | 29,6           | 115                      | 143                      |
| Kapawe'no First Nation 150C | Kapawe'no First Nation | Lesser Slave Lake Indian Regional Council | 8      | 21             | 0                        | 0                        |
| Kapawe'no First Nation 150D | Kapawe'no First Nation | Lesser Slave Lake Indian Regional Council | 8      | 390,1          | 5                        | 0                        |
| Kapawe'no First Nation 229  | Kapawe'no First Nation | Lesser Slave Lake Indian Regional Council | 8      | 129            | &&&&&&&&&&&&&&-1.1000000 | &&&&&&&&&&&&&&-1.1000000 |
| Kapawe'no First Nation 230  | Kapawe'no First Nation | Lesser Slave Lake Indian Regional Council | 8      | 846            | 0                        | 0                        |
| Kapawe'no First Nation 231  | Kapawe'no First Nation | Lesser Slave Lake Indian Regional Council | 8      | 147            | &&&&&&&&&&&&&&-1.1000000 | &&&&&&&&&&&&&&-1.1000000 |
| Kehewin 123                 | Kehewin Cree Nation | Tribal Chiefs Ventures Incorporated       | 6      | 8.225          | 1.065                    | 1.007                    |
| K'i Túe 196D                | Smith's Landing First Nation |                                           | 8      | 484,3          | &&&&&&&&&&&&&&-1.1000000 | &&&&&&&&&&&&&&-1.1000000 |
| Li Dezé 196C                | Smith's Landing First Nation |                                           | 8      | 729,4          | &&&&&&&&&&&&&&-1.1000000 | &&&&&&&&&&&&&&-1.1000000 |
| Loon Lake 235               | Loon River Cree | Kee Tas Kee Now Tribal Council            | 8      | 6.902,3        | 511                      | 425                      |
| Loon Prairie 237            | Loon River Cree | Kee Tas Kee Now Tribal Council            | 8      | 259,6          | &&&&&&&&&&&&&&-1.1000000 | &&&&&&&&&&&&&&-1.1000000 |
| Louis Bull 138B             | Louis Bull Tribe |                                           | 6      | 3.388,1        | 1.309                    | 1.180                    |
| Makaoo 120                  | Onion Lake Cree Nation |                                           | 6      | 5.626,6        | 180                      | 155                      |
| Montana 139                 | Montana First Nation |                                           | 6      | 2.824,8        | 653                      | 635                      |
| Namur Lake 174B             | Fort McKay First Nation | Athabasca Tribal Council Limited          | 8      | 3.122,2        | 0                        | 0                        |
| Namur River 174A            | Fort McKay First Nation | Athabasca Tribal Council Limited          | 8      | 4.614,9        | 0                        | 0                        |
| O'Chiese 203                | O'Chiese First Nation | Yellowhead Tribal Development Foundation  | 6      | 14.131,9       | 751                      | 450                      |
| O'Chiese Cemetery 203A      | O'Chiese First Nation | Yellowhead Tribal Development Foundation  | 6      | 0,1            | &&&&&&&&&&&&&&-1.1000000 | &&&&&&&&&&&&&&-1.1000000 |
| Old Fort 217                | Mikisew Cree First Nation | Athabasca Tribal Council Limited          | 8      | 1.509          | 0                        | 0                        |
| Peace Point 222             | Mikisew Cree First Nation | Athabasca Tribal Council Limited          | 8      | 518            | &&&&&&&&&&&&&&-1.1000000 | &&&&&&&&&&&&&&-1.1000000 |
| Peigan Timber Limit "B"     | Piikani Nation | Treaty 7 Management Corporation           | 7      | 2.978,6        | &&&&&&&&&&&&&&-1.1000000 | &&&&&&&&&&&&&&-1.1000000 |
| Pigeon Lake 138A            | Ermineskin Cree Nation Louis Bull Tribe Montana First Nation Samson Cree Nation                                                            |                                           | 6      | 1.921,1        | 485                      | 353                      |
| Piikani                     | Piikani Nation | Treaty 7 Management Corporation           | 7      | 42.699,2       | 1.217                    | 1.300                    |
| Puskiakiwenin 122           | Frog Lake First Nation | Tribal Chiefs Ventures Incorporated       | 6      | 10.339,1       | 484                      | 411                      |
| Saddle Lake 125             | Saddle Lake Cree Nation |                                           | 6      | 25.780,6       | &&&&&&&&&&&&&&-1.1000000 | &&&&&&&&&&&&&&-1.1000000 |
| Samson 137                  | Samson Cree Nation |                                           | 6      | 13.552         | 3.746                    | 3.295                    |
| Samson 137A                 | Samson Cree Nation |                                           | 6      | 134,4          | 38                       | 32                       |
| Sandy Point 221             | Mikisew Cree First Nation | Athabasca Tribal Council Limited          | 8      | 204            | &&&&&&&&&&&&&&-1.1000000 | &&&&&&&&&&&&&&-1.1000000 |
| Sawridge 150G               | Sawridge First Nation | Lesser Slave Lake Indian Regional Council | 8      | 906,5          | 48                       | 45                       |
| Sawridge 150H               | Sawridge First Nation | Lesser Slave Lake Indian Regional Council | 8      | 1.236,8        | 20                       | 10                       |
| Siksika 146                 | Siksika Nation | Treaty 7 Management Corporation           | 7      | 71.087,5       | 2.972                    | 2.767                    |
| Stoney 142-143-144          | Bearspaw First Nation Chiniki First Nation Stoney First Nation Wesley First Nation                                                         |                                           | 7      | 39.264,5       | 3.494                    | 2.529                    |
| Stoney 142B                 | Bearspaw First Nation Chiniki First Nation Stoney First Nation Wesley First Nation                                                         |                                           | 7      | 5.692,4        | &&&&&&&&&&&&&&-1.1000000 | &&&&&&&&&&&&&&-1.1000000 |
| Stony Plain 135             | Enoch Cree Nation | Yellowhead Tribal Development Foundation  | 6      | 5.306,2        | 987                      | 1.418                    |
| Stony Plain 135A            | Enoch Cree Nation | Yellowhead Tribal Development Foundation  | 6      | 2              | &&&&&&&&&&&&&&-1.1000000 | &&&&&&&&&&&&&&-1.1000000 |
| Sturgeon Lake 154           | Sturgeon Lake Cree Nation | Western Cree Tribal Council               | 8      | 14.814,3       | 1.162                    | 1.051                    |
| Sturgeon Lake 154A          | Sturgeon Lake Cree Nation | Western Cree Tribal Council               | 8      | 753,1          | 24                       | 21                       |
| Sturgeon Lake 154B          | Sturgeon Lake Cree Nation | Western Cree Tribal Council               | 8      | 97,1           | &&&&&&&&&&&&&&-1.1000000 | &&&&&&&&&&&&&&-1.1000000 |
| Sucker Creek 150A           | Sucker Creek Cree First Nation | Lesser Slave Lake Indian Regional Council | 8      | 5.987          | 677                      | 594                      |
| Sunchild 202                | Sunchild First Nation | Yellowhead Tribal Development Foundation  | 6      | 5.218,1        | 677                      | 482                      |
| Swampy Lake 236             | Loon River Cree | Kee Tas Kee Now Tribal Council            | 8      | 14.744,4       | &&&&&&&&&&&&&&-1.1000000 | &&&&&&&&&&&&&&-1.1000000 |
| Swan River 150E             | Swan River First Nation | Lesser Slave Lake Indian Regional Council | 8      | 4.271,1        | 312                      | 305                      |
| Tall Cree 173               | Tallcree First Nation | North Peace Tribal Council                | 8      | 4.031,5        | 202                      | 201                      |
| Tall Cree 173A              | Tallcree First Nation | North Peace Tribal Council                | 8      | 2.723,4        | 163                      | 123                      |
| Thabacha Náre 196A          | Smith's Landing First Nation |                                           | 8      | 397,2          | 0                        | 0                        |
| Thebathi 196                | Smith's Landing First Nation |                                           | 8      | 6.524          | 30                       | 15                       |
| Tsu K'adhe Túe 196F         | Smith's Landing First Nation |                                           | 8      | 231,6          | &&&&&&&&&&&&&&-1.1000000 | &&&&&&&&&&&&&&-1.1000000 |
| Tsu Nedehe Tue 196H         | Smith's Landing First Nation |                                           | 8      | 586            | &&&&&&&&&&&&&&-1.1000000 | &&&&&&&&&&&&&&-1.1000000 |
| Tsu Túe 196G                | Smith's Landing First Nation |                                           | 8      | 42,7           | &&&&&&&&&&&&&&-1.1000000 | &&&&&&&&&&&&&&-1.1000000 |
| Tsuu T'ina Nation 145       | Tsuu T'ina Nation | Treaty 7 Management Corporation           | 7      | 27.685,3       | 1.777                    | &&&&&&&&&&&&&&-1.1000000 |
| Tthe Jere Ghaili 196B       | Smith's Landing First Nation |                                           | 8      | 401,1          | &&&&&&&&&&&&&&-1.1000000 | &&&&&&&&&&&&&&-1.1000000 |
| Unipouheos 121              | Frog Lake First Nation | Tribal Chiefs Ventures Incorporated       | 6      | 8.506,3        | 813                      | 749                      |
| Upper Hay River 212         | Dene Tha' First Nation | North Peace Tribal Council                | 8      | 1.418          | 292                      | 289                      |
| Utikoomak Lake 155          | Whitefish Lake First Nation | Kee Tas Kee Now Tribal Council            | 8      | 6.756,1        | 644                      | 786                      |
| Utikoomak Lake 155A         | Whitefish Lake First Nation | Kee Tas Kee Now Tribal Council            | 8      | 1.041          | 121                      | 103                      |
| Utikoomak Lake 155B         | Whitefish Lake First Nation | Kee Tas Kee Now Tribal Council            | 8      | 502,6          | &&&&&&&&&&&&&&-1.1000000 | &&&&&&&&&&&&&&-1.1000000 |
| Wabamun 133A                | Paul Band |                                           | 6      | 6.116,9        | 1.069                    | 1.088                    |
| Wabamun 133B                | Paul Band |                                           | 6      | 178,5          | 17                       | 20                       |
| Wabasca 166                 | Bigstone Cree Nation |                                           | 8      | 8.452,4        | 152                      | 78                       |
| Wabasca 166A                | Bigstone Cree Nation |                                           | 8      | 682,1          | 738                      | 648                      |
| Wabasca 166B                | Bigstone Cree Nation |                                           | 8      | 2.413,4        | 250                      | 216                      |
| Wabasca 166C                | Bigstone Cree Nation |                                           | 8      | 3.502,6        | 182                      | 173                      |
| Wabasca 166D                | Bigstone Cree Nation |                                           | 8      | 5.817,4        | 885                      | 863                      |
| Wadlin Lake 173C            | Tallcree First Nation | North Peace Tribal Council                | 8      | 48             | &&&&&&&&&&&&&&-1.1000000 | &&&&&&&&&&&&&&-1.1000000 |
| White Fish Lake 128         | Saddle Lake Cree Nation |                                           | 6      | 4.542,7        | 1.188                    | 1.237                    |
| William Mckenzie 151K       | Duncan's First Nation | Western Cree Tribal Council               | 8      | 389,3          | &&&&&&&&&&&&&&-1.1000000 | &&&&&&&&&&&&&&-1.1000000 |
| Winefred Lake 194B          | Chipewyan Prairie First Nation | Athabasca Tribal Council Limited          | 8      | 450            | &&&&&&&&&&&&&&-1.1000000 | &&&&&&&&&&&&&&-1.1000000 |
| Woodland Cree 226           | Woodland Cree First Nation | Kee Tas Kee Now Tribal Council            | 8      | 11.660         | 706                      | 439                      |
| Woodland Cree 227           | Woodland Cree First Nation | Kee Tas Kee Now Tribal Council            | 8      | 660            | &&&&&&&&&&&&&&-1.1000000 | &&&&&&&&&&&&&&-1.1000000 |
| Woodland Cree 228           | Woodland Cree First Nation | Kee Tas Kee Now Tribal Council            | 8      | 3.786          | 143                      | 117                      |
| Zama Lake 210               | Dene Tha' First Nation | North Peace Tribal Council                | 8      | 2.307,2        | &&&&&&&&&&&&&&-1.1000000 | &&&&&&&&&&&&&&-1.1000000 |